# Informe sobre Chernóbil TORCH 2006
Informe sobre Chernóbil TORCH 2006, el Partido Verde alemán, por medio de la europarlamentaria Rebecca Harms, encargó un estudio en 2006 en respuesta al informe de la ONU. Este informe recibió el nombre de TORCH (en inglés The Other Report on CHernobyl, "El Otro informe sobre Chernobyl". "Torch" también significa "linterna" o "antorcha" en inglés).

## Algunos de los datos que ofrece son los siguientes
- "...en términos de superficie afectada, Bielorrusia (con el 22% de su superficie) y Austria (con el 13%) fueron las más afectadas por los niveles más altos de contaminación. Otros países también fueron seriamente afectados; por ejemplo, más del 5% de Ucrania, Finlandia y Suecia recibieron niveles altos de contaminación (superiores a 40.000 Bq/m² de cesio-137). Más del 80% de Moldavia, la parte europea de Turquía, Eslovenia, Suiza, Austria y Eslovaquia resultaron contaminadas con niveles más bajos (por encima de los 4000 Bq/m² de cesio-137). El 44% de Alemania y el 34% del reino Unido fueron afectados de forma similar".

## Informe del Forum de Chernóbil
El informe del Forum de Chernobyl sólo tomó en consideración las áreas con exposición superior a 40 000 Bq/m².
- Se documentan evidencias preliminares de un incremento de casos de cáncer de pecho premenopáusico en mujeres de menos de 45 años.

## TORCH 2006
El informe TORCH 2006 estima que:
- "...más de la mitad del yodo-131 de Chernobyl [que incrementa el riesgo de cáncer de tiroides] se depositó fuera de la antigua Unión Soviética..."
- Se ha informado de posibles aumentos de cáncer de tiroides en la república checa y en el Reino Unido, pero se necesita un mayor esfuerzo de investigación para evaluar las incidencias de cáncer de tiroides en Europa.
- El informe predice de 30.000 a 60.000 muertes solo por cáncer debidas al accidente, y advierte que las predicciones dependen notablemente del factor de riesgo usado.
- Predice un aumento de entre 18.000 y 66.000 casos de cáncer de tiroides sólo en Bielorrusia, dependiendo del modelo de proyección de riesgo.[1]

- El informe señala que muchas enfermedades tienen periodos de incubación tan grandes que es muy difícil generar estimaciones precisas a tan sólo 20 años del accidente. Por ejemplo, la mayoría de los tumores sólidos pueden aparecer entre 20 y 60 años después de la exposición al agente cancerígeno.
- En 2006, a 20 años del accidente, se ha observado un incremento medio del 40% de tumores sólidos en Bielorrusia, con los aumentos más destacados en las regiones más contaminadas.

- TORCH informa que: "...dos efectos aparte del cáncer como son la inducción de cataratas y las enfermedades cardiovasculares también están bien documentados con una clara evidencia de conexión con el accidente de Chernobyl".

## Citando el informe
Citando el informe, Nature escribió que "es bien sabido que la radiación puede dañar genes y cromosomas"; "la relación entre cambios genéticos y el desarrollo de futuras enfermedades es complejo, y la relevancia de tal daño respecto al riesgo futuro a menudo es poco clara".

## Otros estudios
Por otra parte, varios estudios recientes han examinado dañoa genéticos en personas expuestas a la radiación del accidente de Chernobyl. Estudios realizados en Bielorrusia sugieren un aumento de más del 100% en la proporción de mutaciones de minisatélites en las líneas germinales.